# ATP World Tour Finals 2015
ATP World Tour Finals 2015, známý také jako Turnaj mistrů 2015 či se jménem sponzora Barclays ATP World Tour Finals 2015, představoval závěrečný tenisový turnaj mužské profesionální sezóny 2015 pro osm nejvýše postavených mužů ve dvouhře a osm nejlepších párů ve čtyřhře na žebříčku ATP (Emirates ATP Rankings) v pondělním vydání po skončení posledního turnaje okruhu ATP World Tour před Turnajem mistrů, pokud se podle pravidel účastníci nekvalifikovali jiným způsobem.
Odehrával se ve dnech 16. až 22. listopadu 2015, posedmé v britském hlavním městě Londýnu. Dějištěm konání byla multifunkční O2 Arena, v níž byly instalovány dvorce s tvrdým povrchem. Celkové odměny činily 7 000 000 amerických dolarů, což představovalo meziroční nárůst o půl miliónu dolarů. Hlavním sponzorem se stala společnost Barclays.
Trojnásobným obhájcem titulu ve dvouhře byla srbská světová jednička Novak Djoković, která se na turnaj kvalifikovala již na počátku června. Srb získal celkově pátou trofej z Turnaje mistrů, čímž se dotáhl na Lendla a Samprase, a stal se vůbec prvním tenistou, jenž vyhrál čtyři ročníky za sebou. Vytvořil také rekord tenisové historie šňůrou patnácti finálových účastí v řadě. Počtvrté zakončil sezónu na postu světové jedničky. Jako první hráč historie inkasoval na odměnách během jednoho roku více než 20 milionů dolarů. Federer se desátým finále na prvním místě statistik odpoutal od devíti účastí Lendla.
Ve čtyřhře titul obhajovala nejlepší světová dvojice amerických bratrů Boba a Mikea Bryanových, kteří si zajistili účast v polovině srpna. V semifinále však podlehli pozdějším vítězům Jeanu-Julienu Rojerovi z Nizozemska a Horia Tecăuovi z Rumunska, jenž turnaj dokázali ovládnout poprvé.

## Turnaj

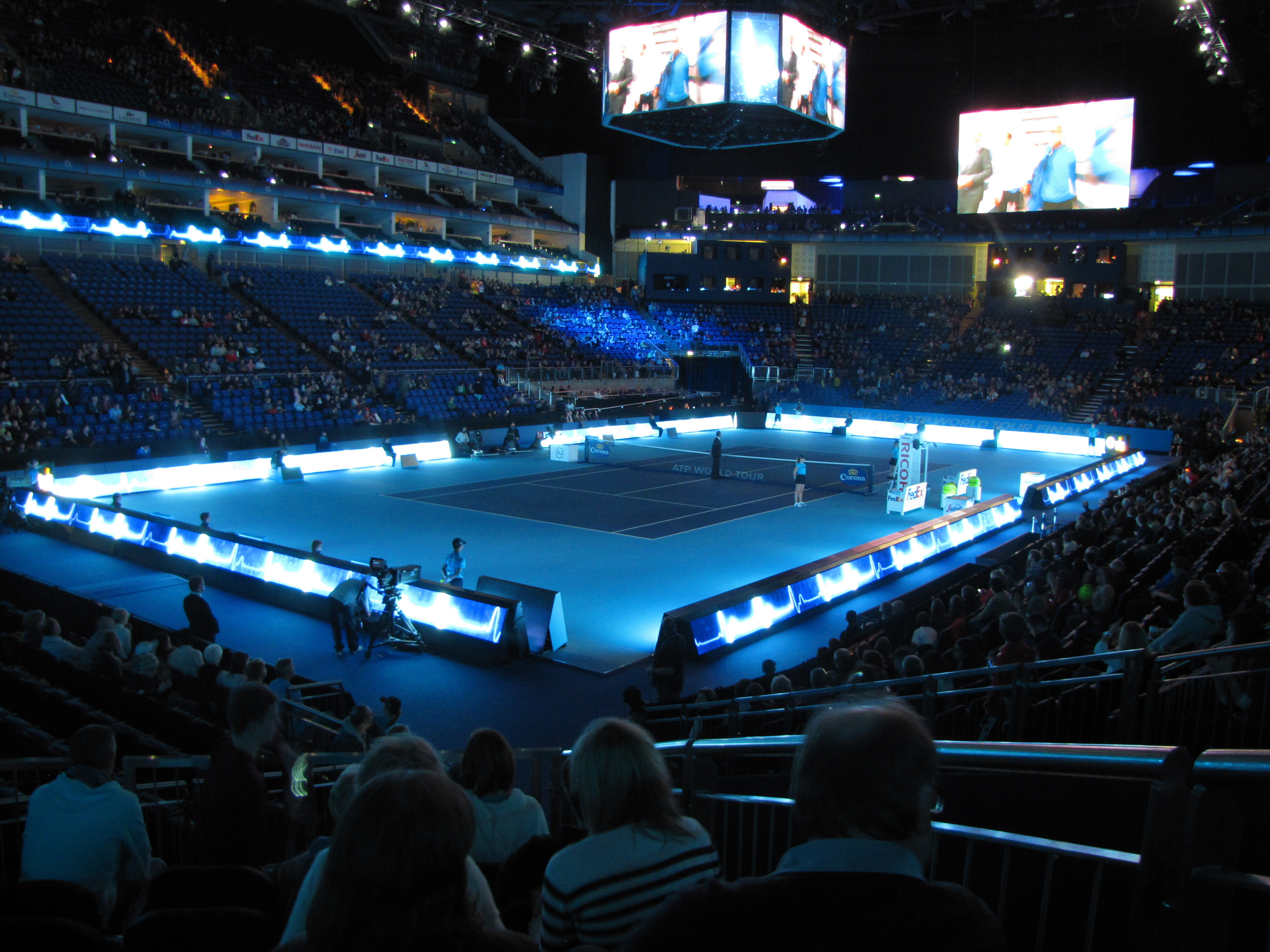
Tenisový dvorec v O_{2} aréně

Londýnská O2 Arena hostila mezi 16. až 22. listopadem 2015 čtyřicátý šestý ročník turnaje mistrů ve dvouhře a čtyřicátý první ve čtyřhře. Událost organizovala Asociace tenisových profesionálů (ATP) jako součást okruhu ATP World Tour 2015. Jednalo se o závěrečný turnaj sezóny v kategorii World Tour Finals.

### Formát
Soutěže dvouhry se účastnilo osm tenistů, z nichž každý odehrál tři vzájemné zápasy v jedné ze dvou čtyřčlenných základních skupin A a B. První dva tenisté z každé skupiny postoupili do semifinále, které bylo hráno vyřazovacím systémem pavouka. První ze skupiny A se utkal s druhým ze skupiny B a naopak. Vítězové semifinále pak nastoupili k finálovému duelu.
Soutěž čtyřhry kopírovala formát dvouhry.
Všechny zápasy dvouhry byly hrány na dva vítězné sety. Ve všech se uplatnil tiebreak, a to včetně finále. Každé utkání čtyřhry se konala na dva vítězné sety. Za vyrovnaného stavu 1:1 na sety, rozhodl o vítězi supertiebreak. Jednotlivé gamy čtyřhry neobsahovaly „výhodu“, ale po shodě vždy následoval přímý vítězný míč gamu.

### Názvy skupin
ATP poprvé pojmenovala skupiny, v minulosti označované A a B, po bývalých vítězích turnaje. V roce 2015 nesly označení pro dvouhru po Stanu Smithovi (1970) a Iliem Năstasem (1971-1973, 1975). Ve čtyřhře získaly pojmenování po Arthuru Ashovi a Stanu Smithovi, respektive sedminásobných šampionech v řadě Petru Flemingovi a
Johnu McEnroeovi.

## Body a finanční odměny
| Fáze | dvouhra         | čtyřhra       | body     |
| --- | --------------- | ------------- | -------- |
| vítězové | ZS + $1 750 000 | ZS + $271 000 | ZS + 900 |
| finalisté | ZS + $560 000   | ZS + $91 000  | ZS + 400 |
| za výhru v zákl. skupině | $155 000        | $30 000       | 200      |
| startovné | $155 000        | $76 000       |          |
| náhradníci | $85 000         | $30 000       |          |
| Poznámky |                 |               |          |
| - částky uváděny v amerických dolarech ($) - celkový rozpočet 7 000 000 dolarů - ZS – celkové finanční odměny či body získané v základní skupině - finanční odměny ve čtyřhře uváděny na celý pár |                 |               |          |

## Dvouhra

### Kvalifikovaní hráči
| Přehled kvalifikovaných hráčů                 | Přehled kvalifikovaných hráčů | Přehled kvalifikovaných hráčů | Přehled kvalifikovaných hráčů | Přehled kvalifikovaných hráčů |
| Pořadí                                        | hráč                          | body                          | turnajů                       | kvalifikován                  |
| --------------------------------------------- | ----------------------------- | ----------------------------- | ----------------------------- | ----------------------------- |
| 1.                                            | Novak Djoković (SRB)          | 10 195                        | 12                            | 4. června                     |
| 2.                                            | Andy Murray (GBR)             | 6 840                         | 15                            | 15. srpna                     |
| 3.                                            | Roger Federer (SUI)           | 5 885                         | 14                            | 8. září                       |
| 4.                                            | Stan Wawrinka (SUI)           | 5 500                         | 17                            | 9. září                       |
| 5.                                            | Rafael Nadal (ESP)            | 4 330                         | 20                            | 18. října                     |
| 6.                                            | Tomáš Berdych (CZE)           | 4 280                         | 19                            | 18. října                     |
| 7.                                            | David Ferrer (ESP)            | 3 945                         | 17                            | 31. října                     |
| 8.                                            | Kei Nišikori (JPN)            | 3 945                         | 19                            | 31. října                     |
| skupina Stana Smithe skupina Ilieho Năstaseho |                               |                               |                               |                               |

### Předešlý poměr všech vzájemných zápasů
Tabulka uvádí poměr vzájemných zápasů hráčů před turnajem mistrů.
|    |                      | Djoković | Murray | Federer | Wawrinka | Nadal | Berdych | Ferrer | Nišikori | Celkem | Poměry |
| 1. | Novak Djoković (SRB) |          | 21–9   | 21–21   | 19–4     | 22–23 | 20–2    | 16–5   | 5–2      | 124–66 | 78–5   |
| 2. | Andy Murray (GBR)    | 9–21     |        | 11–14   | 8–6      | 6–15  | 7–6     | 11–6   | 5–1      | 57–69  | 68–12  |
| 3. | Roger Federer (SUI)  | 21–21    | 14–11  |         | 17–3     | 11–23 | 15-6    | 16–0   | 3–2      | 97-66  | 59–10  |
| 4. | Stan Wawrinka (SUI)  | 4–19     | 6–8    | 3–17    |          | 3–13  | 11–5    | 6–7    | 3–1      | 36–70  | 53–16  |
| 5. | Rafael Nadal (ESP)   | 23–22    | 15–6   | 23–11   | 13–3     |       | 19–4    | 23–6   | 7–1      | 123–53 | 58–19  |
| 6. | Tomáš Berdych (CZE)  | 2–20     | 6–7    | 6–14    | 5–11     | 4–19  |         | 5–8    | 1–3      | 29–82  | 57–19  |
| 7. | David Ferrer (ESP)   | 5–16     | 6–11   | 0–16    | 7–6      | 6–23  | 8–5     |        | 4–8      | 36–85  | 55–13  |
| 8. | Kei Nišikori (JPN)   | 2–4      | 1–5    | 2–3     | 1–3      | 1–7   | 3–1     | 8–4    |          | 18–27  | 53–14  |

### Předešlý poměr vzájemných zápasů v hale
Tabulka uvádí poměr vzájemných zápasů hráčů v hale před turnajem mistrů.
|    |                      | Djoković | Murray | Federer | Wawrinka | Nadal | Berdych | Ferrer | Nišikori | Celkem | Poměr |
| 1. | Novak Djoković (SRB) |          | 3–0    | 4–3     | 7–1      | 3–2   | 8–0     | 1–2    | 2–1      | 28–9   | 6–0   |
| 2. | Andy Murray (GBR)    | 0–3      |        | 2–5     | 1–0      | 1–2   | 2–1     | 4–1    | 0–1      | 9–13   | 10–2  |
| 3. | Roger Federer (SUI)  | 3–4      | 5–2    |         | 4–0      | 5–1   | 1–0     | 6–0    | 2–0      | 26–6   | 8–1   |
| 4. | Stan Wawrinka (SUI)  | 1–7      | 0–1    | 0–4     |          | 1–2   | 3–3     | 2–1    | 0–0      | 7–18   | 11–3  |
| 5. | Rafael Nadal (ESP)   | 2–3      | 2–1    | 1–5     | 2–1      |       | 2–0     | 1–2    | 0–0      | 10–12  | 7–2   |
| 6. | Tomáš Berdych (CZE)  | 0–8      | 1–2    | 0–1     | 3–3      | 0–2   |         | 2–4    | 0–1      | 6–21   | 10–3  |
| 7. | David Ferrer (ESP)   | 2–1      | 1–4    | 0–6     | 1–2      | 2–1   | 4–2     |        | 0–2      | 10–18  | 14–1  |
| 8. | Kei Nišikori (JPN)   | 1–2      | 1–0    | 0–2     | 0–0      | 0–0   | 1–0     | 2–0    |          | 5–4    | 7–1   |

### Výsledky a body
Tabulka uvádí započítané sezónní výsledky a odpovídající bodový zisk kvalifikovaných hráčů a náhradníků Turnaje mistrů. Desátý hráč žebříčku Jo-Wilfried Tsonga odmítl roli náhradníka.
| žebříček  | tenista         | Grand Slam | Grand Slam | Grand Slam | Grand Slam | ATP World Tour Masters 1000 | ATP World Tour Masters 1000 | ATP World Tour Masters 1000 | ATP World Tour Masters 1000 | ATP World Tour Masters 1000 | ATP World Tour Masters 1000 | ATP World Tour Masters 1000 | ATP World Tour Masters 1000 | Nejlépe na dalších turnajích | Nejlépe na dalších turnajích | Nejlépe na dalších turnajích | Nejlépe na dalších turnajích | Nejlépe na dalších turnajích | Nejlépe na dalších turnajích | body   | turnajů |
| --------- | --------------- | ---------- | ---------- | ---------- | ---------- | --------------------------- | --------------------------- | --------------------------- | --------------------------- | --------------------------- | --------------------------- | --------------------------- | --------------------------- | ---------------------------- | ---------------------------- | ---------------------------- | ---------------------------- | ---------------------------- | ---------------------------- | ------ | ------- |
| žebříček  | tenista         | AO         | FO         | WIM        | USO        | IW                          | MI                          | MA                          | RO                          | CA                          | CI                          | ŠH                          | PA                          | 1.                           | 2.                           | 3.                           | 4.                           | 5.                           | 6.                           | body   | turnajů |
| 1.        | Novak Djoković  | Titul 2000 | F 1200     | Titul 2000 | Titul 2000 | Titul 1000                  | Titul 1000                  | A 0                         | Titul 1000                  | F 600                       | F 600                       | Titul 1000                  | Titul 1000                  | Titul 1000                   | Titul 500                    | F 300                        | QF 45                        | DC 40                        | A 0                          | 15 285 | 17      |
| 2.        | Andy Murray     | F 1200     | SF 720     | SF 720     | R16 180    | SF 360                      | F 600                       | Titul 1000                  | R16 90                      | Titul 1000                  | SF 360                      | SF 360                      | F 600                       | Titul 500                    | DC 350                       | Titul 250                    | QF 90                        | QF 90                        | A 0                          | 8 470  | 19      |
| 3.        | Roger Federer   | R32 90     | QF 360     | F 1200     | F 1200     | F 600                       | A 0                         | R32 10                      | F 600                       | A 0                         | Titul 1000                  | R32 10                      | R16 90                      | Titul 500                    | Titul 500                    | Titul 500                    | Titul 250                    | Titul 250                    | R16 90                       | 7 340  | 17      |
| 4.        | Stan Wawrinka   | SF 720     | Titul 2000 | QF 360     | SF 720     | R64 10                      | R32 45                      | R16 90                      | SF 360                      | R32 10                      | QF 180                      | QF 180                      | SF 360                      | Titul 500                    | Titul 500                    | Titul 250                    | R16 90                       | DC 80                        | R16 45                       | 6 500  | 22      |
| 5.        | Rafael Nadal    | QF 360     | QF 360     | R64 45     | R32 90     | QF 180                      | R32 45                      | F 600                       | QF 180                      | QF 180                      | R16 90                      | SF 360                      | QF 180                      | Titul 500                    | SF 360                       | F 300                        | F 300                        | Titul 250                    | Titul 250                    | 4 630  | 22      |
| 6.        | Tomáš Berdych   | SF 720     | R16 180    | R16 180    | R16 180    | QF 180                      | SF 360                      | SF 360                      | QF 180                      | R32 10                      | QF 180                      | QF 180                      | QF 180                      | F 600                        | F 300                        | Titul 250                    | Titul 250                    | SF 180                       | F 150                        | 4 620  | 21      |
| 7.        | David Ferrer    | R16 180    | QF 360     | A 0        | R32 90     | R32 45                      | QF 180                      | QF 180                      | SF 360                      | SF 180                      | SF 180                      | R32 10                      | SF 360                      | Titul 500                    | Titul 500                    | Titul 500                    | Titul 250                    | Titul 250                    | QF 180                       | 4 305  | 19      |
| 8.        | Kei Nišikori    | QF 360     | QF 360     | R64 45     | R128 10    | R16 90                      | QF 180                      | SF 360                      | QF 180                      | SF 360                      | A 0                         | R16 90                      | R16 90                      | Titul 500                    | Titul 500                    | F 300                        | Titul 250                    | SF 180                       | SF 180                       | 4 035  | 20      |
| 9.        | Richard Gasquet | R32 90     | R16 180    | SF 720     | QF 360     | R64 10                      | R16 45                      | R32 45                      | R32 45                      | A 0                         | QF 180                      | R16 90                      | QF 180                      | Titul 250                    | Titul 250                    | SF 180                       | QF 90                        | SF 90                        | R16 45                       | 2 850  | 21      |
| 11.       | John Isner      | R16 180    | R32 90     | R32 90     | R64 45     | R16 90                      | SF 360                      | QF 180                      | R16 90                      | QF 180                      | R64 10                      | R16 90                      | QF 180                      | F 300                        | Titul 250                    | QF 90                        | QF 90                        | QF 90                        | SF 90                        | 2 495  | 25      |
| náhradník |                 |            |            |            |            |                             |                             |                             |                             |                             |                             |                             |                             |                              |                              |                              |                              |                              |                              |        |         |

| Legenda | Legenda                  | Legenda | Legenda             |
| ------- | ------------------------ | ------- | ------------------- |
| A       | neúčast hráče na turnaji | R64     | 64 hráčů v kole     |
| QF      | prohra ve čtvrtfinále    | R32     | 32 hráčů v kole     |
| SF      | prohra v semifinále      | R16     | 16 hráčů v kole     |
| F       | prohra ve finále         | Titul   | vítězství v turnaji |

## Čtyřhra

### Kvalifikované páry
| Pořadí                                            | pár                                               | body  | tours | kvalifikován |
| ------------------------------------------------- | ------------------------------------------------- | ----- | ----- | ------------ |
| 1.                                                | Bob Bryan (USA) / Mike Bryan (USA)                | 6 105 | 17    | 17. srpna    |
| 2.                                                | Jean-Julien Rojer (NED) / Horia Tecău (ROU)       | 5 770 | 17    | 2. října     |
| 3.                                                | Ivan Dodig (CRO) / Marcelo Melo (BRA)             | 5 140 | 12    | 18. října    |
| 4.                                                | Jamie Murray (GBR) / John Peers (AUS)             | 5 125 | 23    | 18. října    |
| 5.                                                | Simone Bolelli (ITA) / Fabio Fognini (ITA)        | 4 895 | 15    | 18. října    |
| 6.                                                | Pierre-Hugues Herbert (FRA) / Nicolas Mahut (FRA) | 4 765 | 13    | 18. října    |
| 7.                                                | Marcin Matkowski (POL) / Nenad Zimonjić (SRB)     | 4 200 | 18    | 26. října    |
| 8.                                                | Rohan Bopanna (IND) / Florin Mergea (ROU)         | 3 635 | 16    | 8. listopadu |
| skupina Ashe a Smithe skupina Fleminga a McEnroea |                                                   |       |       |              |

### Výsledky a body
Tabulka uvádí započítané sezónní výsledky a odpovídající bodový zisk kvalifikovaných párů na Turnaji mistrů.
| žebříček   | dvojice                                         | Nejlepší bodový zisk z turnajů | Nejlepší bodový zisk z turnajů | Nejlepší bodový zisk z turnajů | Nejlepší bodový zisk z turnajů | Nejlepší bodový zisk z turnajů | Nejlepší bodový zisk z turnajů | Nejlepší bodový zisk z turnajů | Nejlepší bodový zisk z turnajů | Nejlepší bodový zisk z turnajů | Nejlepší bodový zisk z turnajů | Nejlepší bodový zisk z turnajů | Nejlepší bodový zisk z turnajů | Nejlepší bodový zisk z turnajů | Nejlepší bodový zisk z turnajů | Nejlepší bodový zisk z turnajů | Nejlepší bodový zisk z turnajů | Nejlepší bodový zisk z turnajů | Nejlepší bodový zisk z turnajů | body  | turnajů |
| žebříček   | dvojice                                         | 1.                             | 2.                             | 3.                             | 4.                             | 5.                             | 6.                             | 7.                             | 8.                             | 9.                             | 10.                            | 11.                            | 12.                            | 13.                            | 14.                            | 15.                            | 16.                            | 17.                            | 18.                            | body  | turnajů |
| ---------- | ----------------------------------------------- | ------------------------------ | ------------------------------ | ------------------------------ | ------------------------------ | ------------------------------ | ------------------------------ | ------------------------------ | ------------------------------ | ------------------------------ | ------------------------------ | ------------------------------ | ------------------------------ | ------------------------------ | ------------------------------ | ------------------------------ | ------------------------------ | ------------------------------ | ------------------------------ | ----- | ------- |
| 1.         | Bob Bryan (USA) Mike Bryan (USA)                | F 1200                         | Titul 1000                     | Titul 1000                     | Titul 1000                     | Titul 500                      | QF 360                         | Titul 250                      | Titul 250                      | R16 180                        | QF 180                         | QF 180                         | QF 180                         | QF 90                          | R16 90                         | DC 50                          | QF 45                          | R16 0                          | R16 0                          | 6 555 | 21      |
| 2.         | Jean-Julien Rojer (NED) Horia Tecău (ROU)       | Titul 2000                     | SF 720                         | SF 720                         | QF 360                         | Titul 500                      | QF 180                         | QF 180                         | QF 180                         | QF 180                         | QF 180                         | SF 180                         | SF 180                         | SF 180                         | SF 180                         | F 150                          | F 150                          | R16 90                         | QF 90                          | 6 400 | 21      |
| 3          | Ivan Dodig (CRO) Marcelo Melo (BRA)             | Titul 2000                     | Titul 1000                     | SF 720                         | Titul 500                      | QF 360                         | SF 360                         | SF 360                         | SF 360                         | F 300                          | QF 180                         | R16 0                          | R16 0                          | R64 0                          |                                |                                |                                |                                |                                | 6 140 | 13      |
| 4.         | Jamie Murray (GBR) John Peers (AUS)             | F 1200                         | F 1200                         | Titul 500                      | F 325                          | F 300                          | F 300                          | F 300                          | Titul 250                      | R16 180                        | R16 180                        | QF 180                         | QF 180                         | QF 180                         | QF 135                         | R16 90                         | SF 90                          | QF 45                          | R32 0                          | 5 635 | 25      |
| 5.         | Simone Bolelli (ITA) Fabio Fognini (ITA)        | Titul 2000                     | SF 720                         | F 600                          | F 600                          | F 600                          | SF 180                         | R16 90                         | DC 60                          | QF 45                          | R32 0                          | R16 0                          | R64 0                          | R16 0                          | R64 0                          | R16 0                          | R16 0                          |                                |                                | 4 895 | 16      |
| 6.         | Pierre-Hugues Herbert (FRA) Nicolas Mahut (FRA) | Titul 2000                     | F 1200                         | Titul 500                      | R16 180                        | R16 180                        | QF 180                         | F 150                          | F 150                          | R16 90                         | QF 90                          | QF 45                          | R16 0                          | R16 0                          | R16 0                          |                                |                                |                                |                                | 4 765 | 14      |
| 7.         | Marcin Matkowski (POL) Nenad Zimonjić (SRB)     | F 600                          | F 600                          | QF 360                         | QF 360                         | QF 360                         | SF 360                         | SF 360                         | F 300                          | QF 180                         | QF 180                         | SF 180                         | SF 180                         | QF 90                          | QF 90                          | SF 90                          | R32 0                          | R16 0                          | R32 0                          | 4 290 | 19      |
| 8.         | Rohan Bopanna (IND) Florin Mergea (ROU)         | Titul 1000                     | SF 720                         | QF 360                         | F 300                          | Titul 250                      | R16 180                        | QF 180                         | QF 180                         | SF 180                         | F 150                          | R16 90                         | QF 45                          | R32 0                          | R16 0                          | R16 0                          | R16 0                          |                                |                                | 3,635 | 16      |
| 9.         | Vasek Pospisil (CAN) Jack Sock (USA)            | Titul 1000                     | F 600                          | F 600                          | Titul 500                      | QF 360                         | R16 180                        | QF 180                         | R16 0                          | R16 0                          | R16 0                          | R64 0                          | R32 0                          |                                |                                |                                |                                |                                |                                | 3 420 | 12      |
| 10.        | Alexander Peya (AUT) Bruno Soares (BRA)         | Titul 500                      | QF 360                         | QF 360                         | SF 360                         | Titul 250                      | QF 180                         | SF 180                         | SF 180                         | SF 180                         | SF 180                         | F 150                          | R32 90                         | R16 90                         | R16 90                         | QF 90                          | QF 90                          | SF 90                          | R32 0                          | 3 420 | 25      |
| náhradníci |                                                 |                                |                                |                                |                                |                                |                                |                                |                                |                                |                                |                                |                                |                                |                                |                                |                                |                                |                                |       |         |

| Legenda | Legenda                  | Legenda | Legenda             |
| ------- | ------------------------ | ------- | ------------------- |
| A       | neúčast hráče na turnaji | R64     | 64 hráčů v kole     |
| QF      | prohra ve čtvrtfinále    | R32     | 32 hráčů v kole     |
| SF      | prohra v semifinále      | R16     | 16 hráčů v kole     |
| F       | prohra ve finále         | Titul   | vítězství v turnaji |

## Průběh turnaje

### 1. den: 15. listopadu 2015
| Zápasy hrané v O2 Arena | Zápasy hrané v O2 Arena | Zápasy hrané v O2 Arena         | Zápasy hrané v O2 Arena          | Zápasy hrané v O2 Arena |
| Soutěž                  | skupina                 | vítězové                        | poražení                         | výsledek                |
| ----------------------- | ----------------------- | ------------------------------- | -------------------------------- | ----------------------- |
| Dvouhra                 | Stana Smithe            | Novak Djoković [1]              | Kei Nišikori [8]                 | 6–1, 6–1                |
| Čtyřhra                 | Ashe a Smithe           | Jamie Murray John Peers [4]     | Simone Bolelli Fabio Fognini [5] | 7–6(7–5), 3–6, [11–9]   |
| Čtyřhra                 | Ashe a Smithe           | Rohan Bopanna Florin Mergea [8] | Bob Bryan Mike Bryan [1]         | 6–4, 6–3                |
| Dvouhra                 | Stana Smithe            | Roger Federer [3]               | Tomáš Berdych [6]                | 6–4, 6–2                |

### 2. den: 16. listopadu 2015
| Zápasy hrané v O2 Arena | Zápasy hrané v O2 Arena | Zápasy hrané v O2 Arena           | Zápasy hrané v O2 Arena                 | Zápasy hrané v O2 Arena |
| Soutěž                  | skupina                 | vítězové                          | poražení                                | výsledek                |
| ----------------------- | ----------------------- | --------------------------------- | --------------------------------------- | ----------------------- |
| Čtyřhra                 | Fleminga a McEnroea     | Jean-Julien Rojer Horia Tecău [2] | Marcin Matkowski Nenad Zimonjić [7]     | 6–2, 6–4                |
| Dvouhra                 | Ilieho Năstaseho        | Andy Murray [2]                   | David Ferrer [7]                        | 6–4, 6–4                |
| Čtyřhra                 | Fleminga a McEnroea     | Ivan Dodig Marcelo Melo [3]       | Pierre-Hugues Herbert Nicolas Mahut [6] | 3–6, 7–6(7–4), [10–7]   |
| Dvouhra                 | Ilieho Năstaseho        | Rafael Nadal [5]                  | Stan Wawrinka [4]                       | 6–3, 6–2                |

### 3. den: 17. listopadu 2015
| Zápasy hrané v O2 Arena | Zápasy hrané v O2 Arena | Zápasy hrané v O2 Arena         | Zápasy hrané v O2 Arena          | Zápasy hrané v O2 Arena |
| Soutěž                  | skupina                 | vítězové                        | poražení                         | výsledek                |
| ----------------------- | ----------------------- | ------------------------------- | -------------------------------- | ----------------------- |
| Čtyřhra                 | Ashe a Smithe           | Rohan Bopanna Florin Mergea [8] | Jamie Murray John Peers [4]      | 6–3, 7–6(7–5)           |
| Dvouhra                 | Stana Smithe            | Kei Nišikori [8]                | Tomáš Berdych [6]                | 7–5, 3–6, 6–3           |
| Čtyřhra                 | Ashe a Smithe           | Bob Bryan Mike Bryan [1]        | Simone Bolelli Fabio Fognini [5] | 6–3, 6–2                |
| Dvouhra                 | Stana Smithe            | Roger Federer [3]               | Novak Djoković [1]               | 7–5, 6–2                |

### 4. den: 18. listopadu 2015
| Zápasy hrané v O2 Arena | Zápasy hrané v O2 Arena | Zápasy hrané v O2 Arena                 | Zápasy hrané v O2 Arena             | Zápasy hrané v O2 Arena |
| Soutěž                  | skupina                 | vítězové                                | poražení                            | výsledek                |
| ----------------------- | ----------------------- | --------------------------------------- | ----------------------------------- | ----------------------- |
| Čtyřhra                 | Fleminga a McEnroea     | Pierre-Hugues Herbert Nicolas Mahut [6] | Marcin Matkowski Nenad Zimonjić [7] | 5–7, 6–3, [10–8]        |
| Dvouhra                 | Ilieho Năstaseho        | Rafael Nadal [5]                        | Andy Murray [2]                     | 6–4, 6–1                |
| Čtyřhra                 | Fleminga a McEnroea     | Jean-Julien Rojer Horia Tecău [2]       | Ivan Dodig Marcelo Melo [3]         | 6–4, 7–6(7–3)           |
| Dvouhra                 | Ilieho Năstaseho        | Stan Wawrinka [4]                       | David Ferrer [7]                    | 7−5, 6−2                |

### 5. den: 19. listopadu 2015
| Zápasy hrané v O2 Arena | Zápasy hrané v O2 Arena | Zápasy hrané v O2 Arena          | Zápasy hrané v O2 Arena         | Zápasy hrané v O2 Arena     |
| Soutěž                  | skupina                 | vítězové                         | poražení                        | výsledek                    |
| ----------------------- | ----------------------- | -------------------------------- | ------------------------------- | --------------------------- |
| Čtyřhra                 | Ashe a Smithe           | Simone Bolelli Fabio Fognini [5] | Rohan Bopanna Florin Mergea [8] | 6–4, 1–6, [10–5]            |
| Dvouhra                 | Stana Smithe            | Roger Federer [3]                | Kei Nišikori [8]                | 7–5, 4–6, 6–4               |
| Čtyřhra                 | Ashe a Smithe           | Bob Bryan Mike Bryan [1]         | Jamie Murray John Peers [4]     | 6–7(5–7), 7–6(7–5), [16–14] |
| Dvouhra                 | Stana Smithe            | Novak Djoković [1]               | Tomáš Berdych [6]               | 6–3, 7–5                    |

### 6. den: 20. listopadu 2015
| Zápasy hrané v O2 Arena | Zápasy hrané v O2 Arena | Zápasy hrané v O2 Arena           | Zápasy hrané v O2 Arena                 | Zápasy hrané v O2 Arena |
| Soutěž                  | skupina                 | vítězové                          | poražení                                | výsledek                |
| ----------------------- | ----------------------- | --------------------------------- | --------------------------------------- | ----------------------- |
| Čtyřhra                 | Fleminga a McEnroea     | Ivan Dodig Marcelo Melo [3]       | Marcin Matkowski Nenad Zimonjić [7]     | 3–6, 7–5, [10–6]        |
| Dvouhra                 | Ilieho Năstaseho        | Rafael Nadal [5]                  | David Ferrer [7]                        | 6–7(2–7), 6–3, 6–4      |
| Čtyřhra                 | Fleminga a McEnroea     | Jean-Julien Rojer Horia Tecău [2] | Pierre-Hugues Herbert Nicolas Mahut [6] | 6–4 , 7–5               |
| Dvouhra                 | Ilieho Năstaseho        | Stan Wawrinka [4]                 | Andy Murray [2]                         | 7–6(7–2), 6–4           |

### 7. den: 21. listopadu 2015
| Zápasy hrané v O2 Arena | Zápasy hrané v O2 Arena | Zápasy hrané v O2 Arena           | Zápasy hrané v O2 Arena     | Zápasy hrané v O2 Arena |
| Soutěž                  | fáze                    | vítězové                          | poražení                    | výsledek                |
| ----------------------- | ----------------------- | --------------------------------- | --------------------------- | ----------------------- |
| Čtyřhra                 | semifinále              | Rohan Bopanna Florin Mergea [8]   | Ivan Dodig Marcelo Melo [3] | 6–4, 6–2                |
| Dvouhra                 | semifinále              | Novak Djoković [1]                | Rafael Nadal [5]            | 6–3, 6–3                |
| Čtyřhra                 | semifinále              | Jean-Julien Rojer Horia Tecău [2] | Bob Bryan Mike Bryan [1]    | 6–4, 6–4                |
| Dvouhra                 | semifinále              | Roger Federer [3]                 | Stan Wawrinka [4]           | 7–5, 6–3                |

### 8. den: 22. listopadu 2015
| Zápasy hrané v O2 Arena | Zápasy hrané v O2 Arena | Zápasy hrané v O2 Arena           | Zápasy hrané v O2 Arena         | Zápasy hrané v O2 Arena |
| Soutěž                  | fáze                    | vítězové                          | poražení                        | výsledek                |
| ----------------------- | ----------------------- | --------------------------------- | ------------------------------- | ----------------------- |
| Čtyřhra                 | finále                  | Jean-Julien Rojer Horia Tecău [2] | Rohan Bopanna Florin Mergea [8] | 6–4, 6–3                |
| Dvouhra                 | finále                  | Novak Djoković [1]                | Roger Federer [3]               | 6–3, 6–4                |

## Přehled finále

### Mužská dvouhra
- Novak Djoković vs.  Roger Federer, 6–3, 6–4

### Mužská čtyřhra
- Jean-Julien Rojer /  Horia Tecău vs.  Rohan Bopanna /  Florin Mergea, 6–4, 6–3